# Jüdischer Friedhof (Kaldenkirchen, Akazienweg)

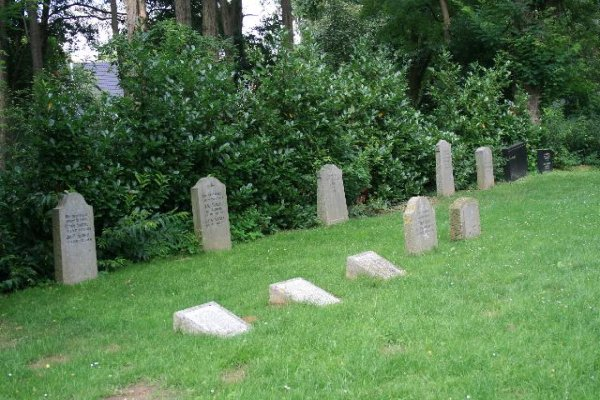
Jüdischer Friedhof Kaldenkirchen (Akazienweg) (2010)

Der Jüdische Friedhof Kaldenkirchen, Akazienweg liegt im Stadtteil Kaldenkirchen der Stadt Nettetal im nordrhein-westfälischen Kreis Viersen. Auf dem jüdischen Friedhof am Akazienweg, der von 1924 bis zum Jahr 1941 belegt wurde, befinden sich 13 Grabsteine.